# Улица Розы Люксембург (Екатеринбург)
У́лица Ро́зы Люксембу́рг (бывшая Заячья улица, Заячий порядок, после 1824 года — Златоустовская улица) расположена в Центральном жилом районе Екатеринбурга между улицей Малышева и улицей Декабристов, большая часть улицы проходит по границе Ленинского и Октябрьского районов города. 
Протяжённость улицы с севера на юг составляет 1480 м. Своё старое название (Златоустовская) улица получила по приделу Иоанна Златоуста Свято-Троицкой (Рязановской) церкви, построенной в 1824.
Свое современное название было дано улице в память о Розе Люксембург

## История и достопримечательности
Являясь одной из старейших улиц Екатеринбурга, улица Розы Люксембург во многом сохранила облик с середины XIX века. До революции 1917 года на ней располагались гостиница «Американская», бакалейно-гастрономический магазин Топорищева, дома екатеринбургских врачей Б. А. Ландсберга, К. Н. Калмыкова и других с кабинетами и лечебницами, родильный дом, дом российского общества торговли аптекарскими товарами, три частных аптеки, художественные мастерские (каменных и мраморных изделий Трапезникова, иконостасная Кожевникова и др.). На 2010 год на улице находятся Музей радио, ИИиА УрО РАН, Главное аптечное управление, «Покровский пассаж» и другие магазины, Усадьба Железнова и Дом Бабикова.

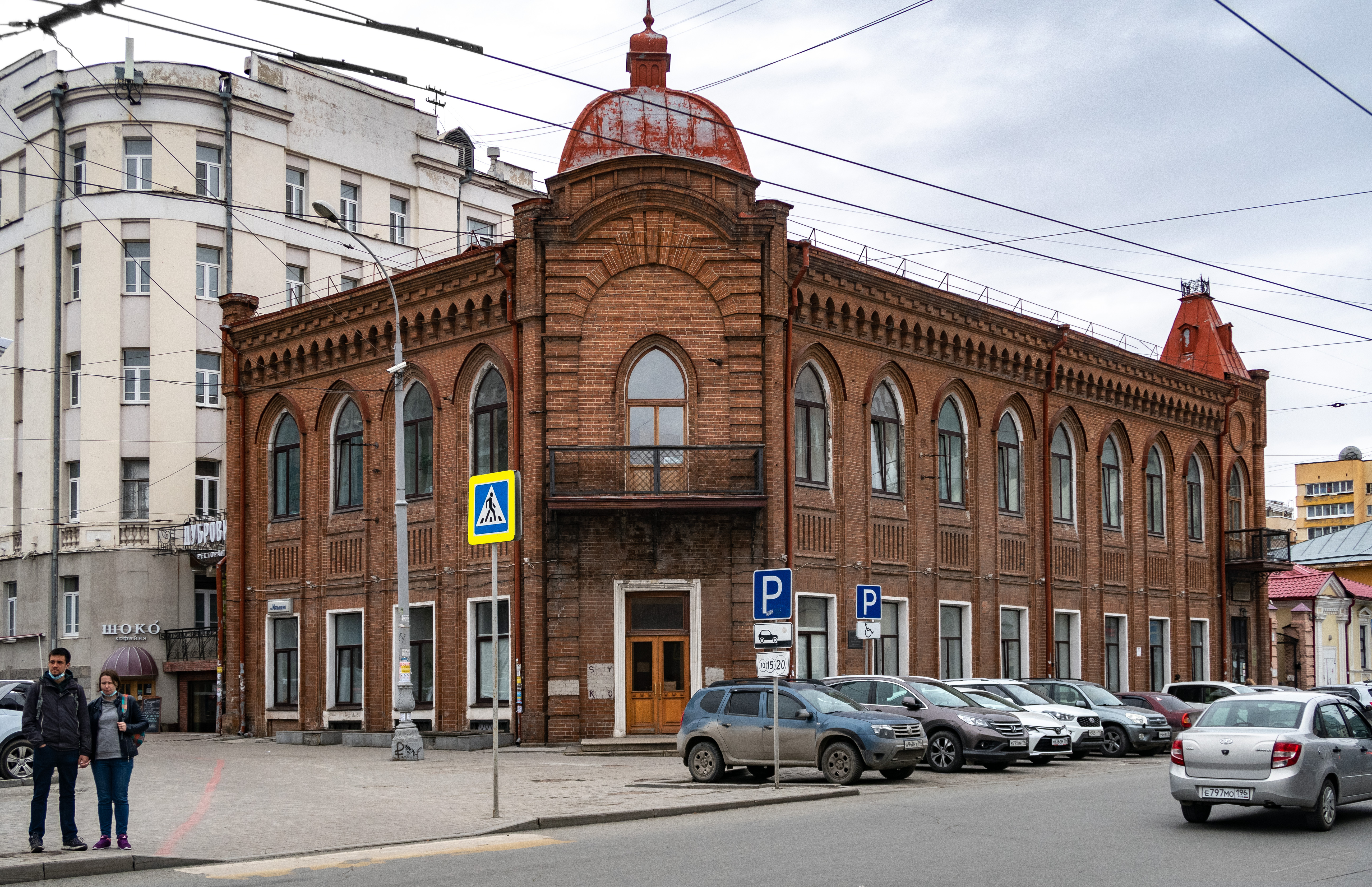
Дом купца Н. Г. Бабикова
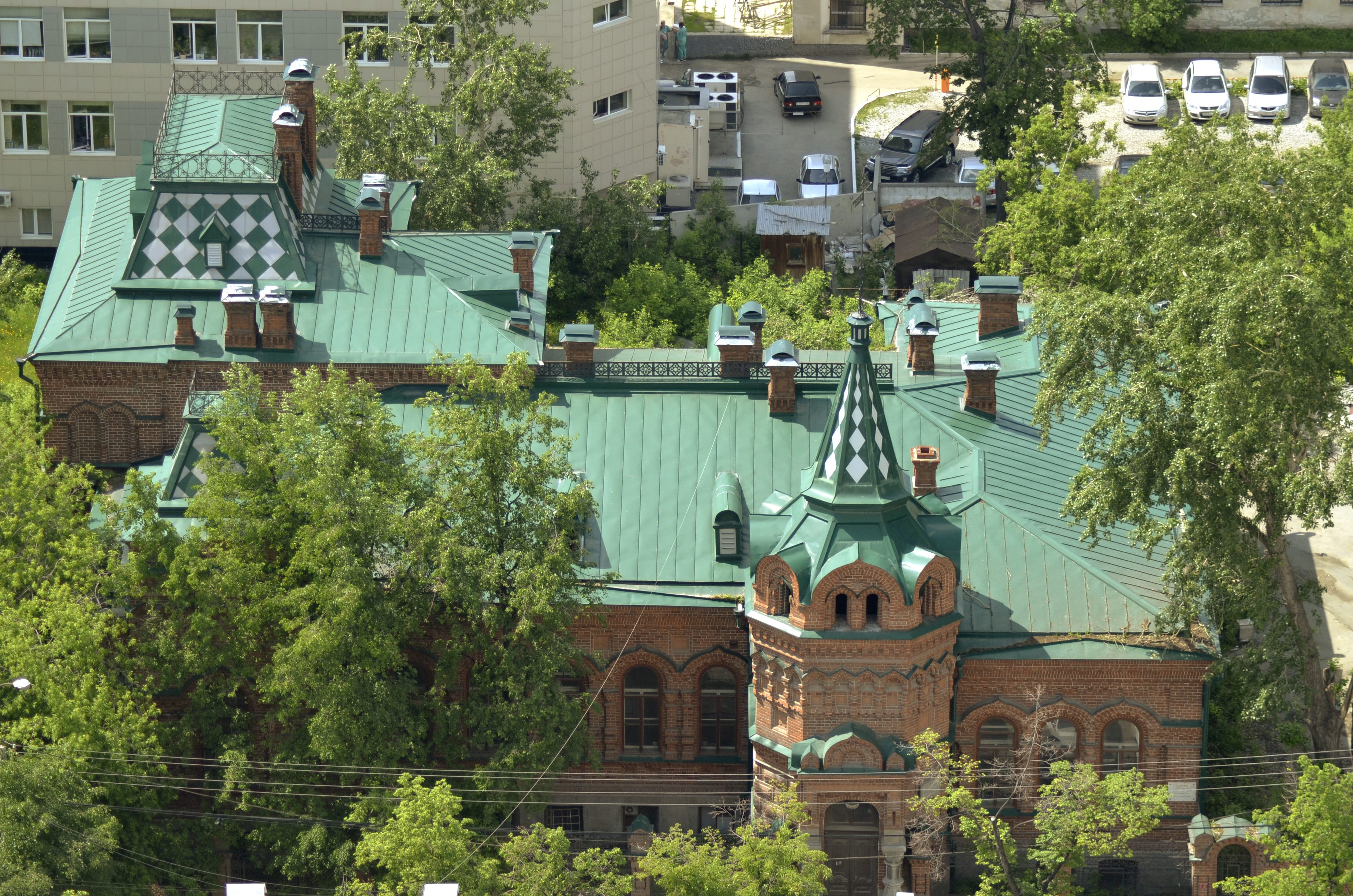
Усадьба Железнова
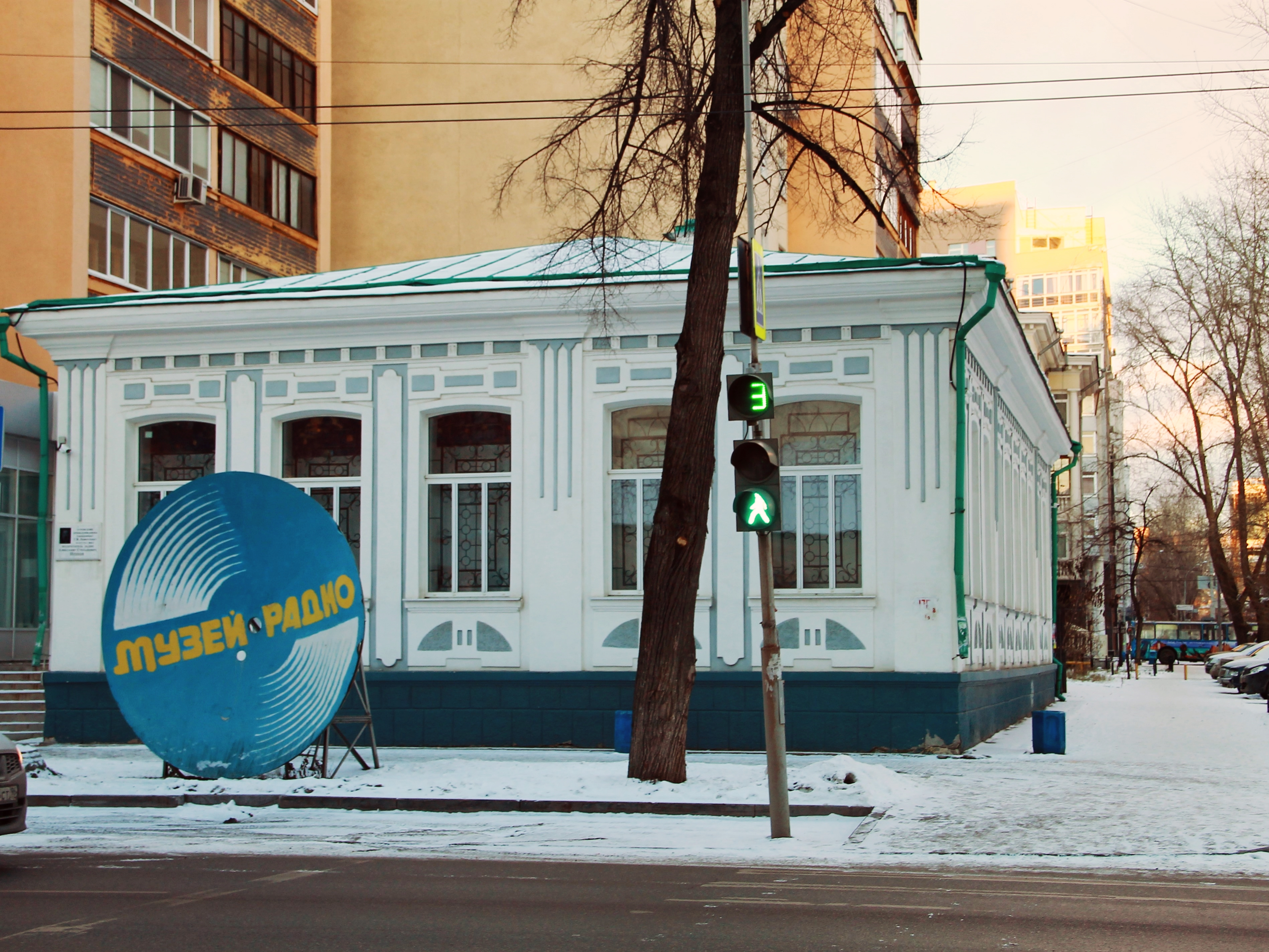
Музей радио им. А. С. Попова
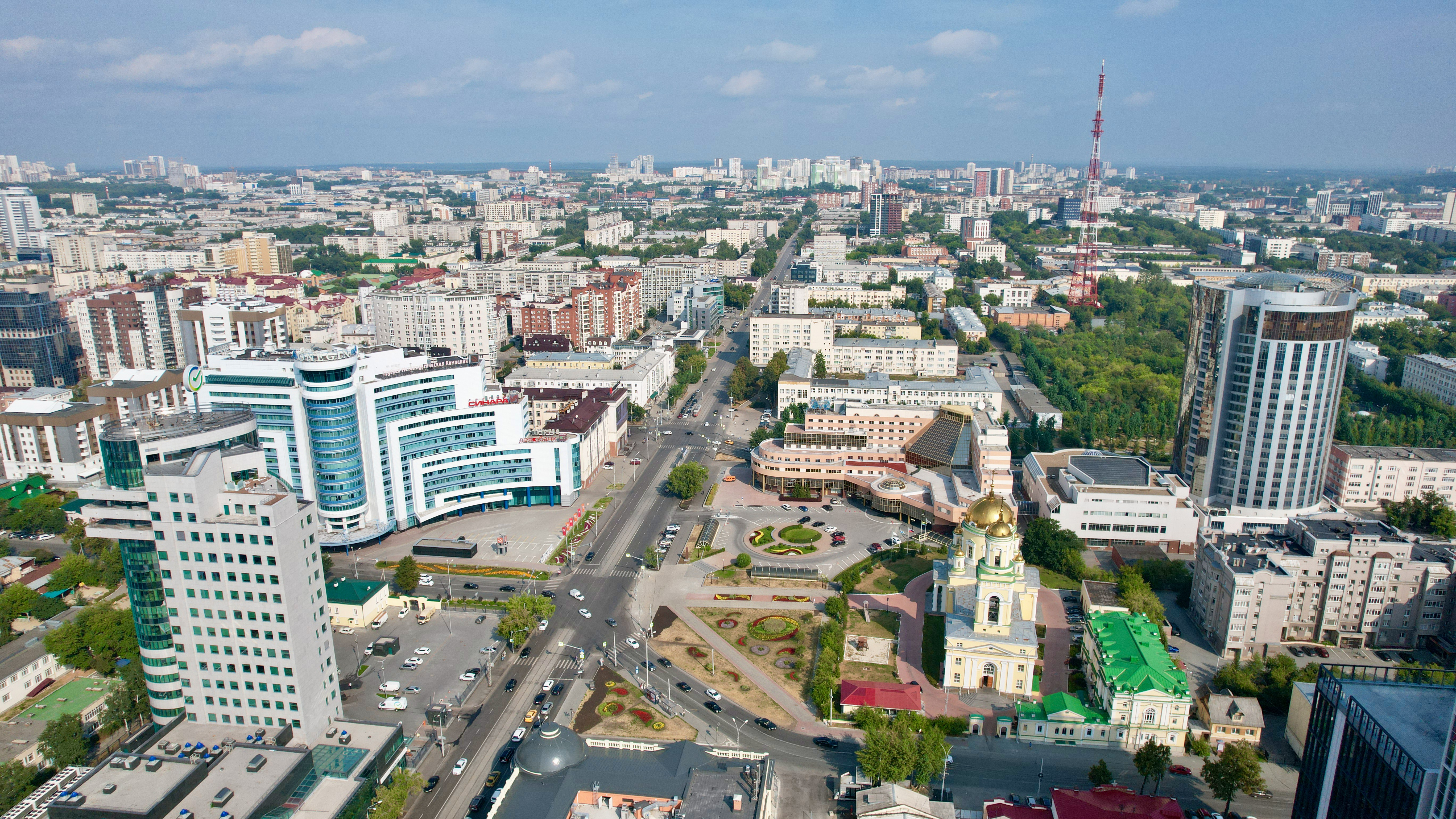
Перекрёсток с улицей Куйбышева
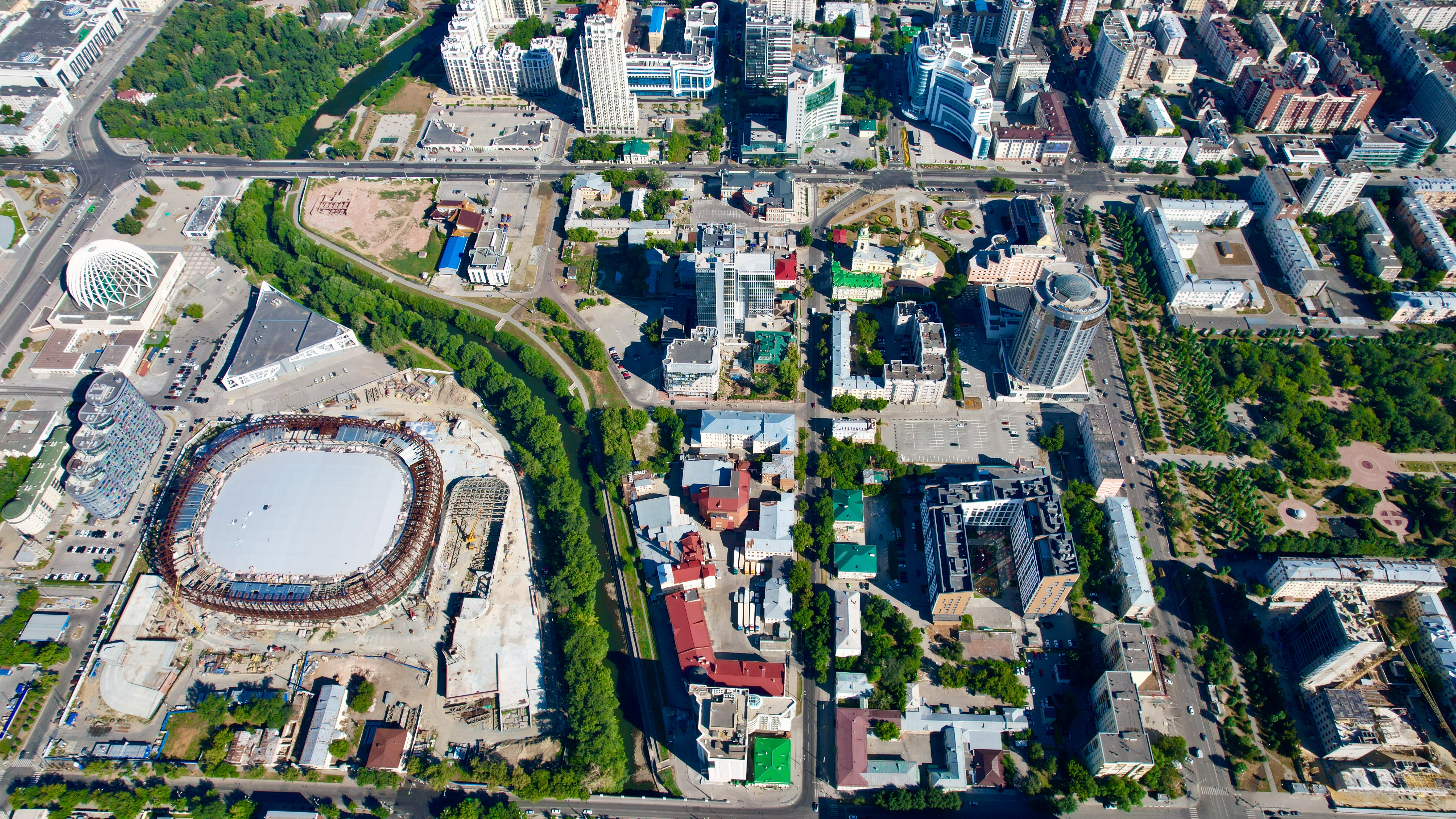
Вид с высоты, улица в центре снимка
Дом № 35 - современная застройка